# Paul Gilbert (guitariste)
 (août 2024).
Si vous disposez d'ouvrages ou d'articles de référence ou si vous connaissez des sites web de qualité traitant du thème abordé ici, merci de compléter l'article en donnant les références utiles à sa vérifiabilité et en les liant à la section « Notes et références ».
Pour les articles homonymes, voir Paul Gilbert et Gilbert.
Paul Brandon Gilbert, né le 6 novembre 1966 à Carbondale, est un guitariste américain, principalement connu pour son travail avec les groupes Racer X et Mr. Big. À la suite de son départ de Mr. Big en 1996, il poursuit une carrière solo.
Il est nommé quatrième « shredder » le plus rapide de tous les temps par le magazine Guitar One en 2003, après Michael Angelo Batio, Chris Impellitteri et Yngwie Malmsteen.

## Biographie

### Débuts
Né à Carbondale (Illinois), dans une famille de classe moyenne, Paul Gilbert commence à jouer de la guitare à l'âge de cinq ans, mais abandonne rapidement, frustré de ne jouer que des airs de comptine. Vers l'âge de onze ans, il reprend la guitare, mais avec une approche biaisée de la technique : il ne joue qu'en « retours » au médiator, uniquement sur la corde grave et avec son majeur gauche sur le manche. De nouveau frustré après avoir essayé de jouer l'intro de Barracuda de Heart, il prend des leçons et son professeur corrige ses défauts. Paul Gilbert continue alors de progresser, et à l'âge de quatorze ans, il crée un groupe local à Greensburg, en Pennsylvanie, qui s'appelle Missing Lynx. Ils jouent pendant environ deux ans, en écrivant leurs propres chansons. Paul rejoint ensuite un autre groupe local, Tau Zero, mais part rapidement pour la Californie, où il est repéré par le magazine Guitar Player Magazine, de même qu'un autre guitariste montant, Yngwie Malmsteen.

### Racer X
Formé à Los Angeles en 1985, Racer X comprend initialement Paul Gilbert à la guitare, John Alderete à la basse, Harry Gschoesser à la batterie et Jeff Martin au chant. Ils sont profondément influencés par Judas Priest, et le jeu de Gilbert rappelle celui d'Yngwie Malmsteen, avec ses solos rapides et d'une technique extrême.
Gschoesser est remplacé en 1986 par Scott Travis, plus tard batteur de Judas Priest, et Bruce Bouillet rejoint le groupe en tant que second guitariste. Bouillet montre ses talents en jouant avec les phrases toujours complexes de Gilbert. Gilbert gagne la réputation d'être un des guitaristes les plus rapides au monde, grâce à des morceaux incroyablement techniques comme Frenzy, Scarified, Technical Difficulties ou Scit Scat Wah.
Paul Gilbert quitte le groupe en 1988, mais revient finalement en 1999 pour se dissoudre en 2002.

### Mr. Big

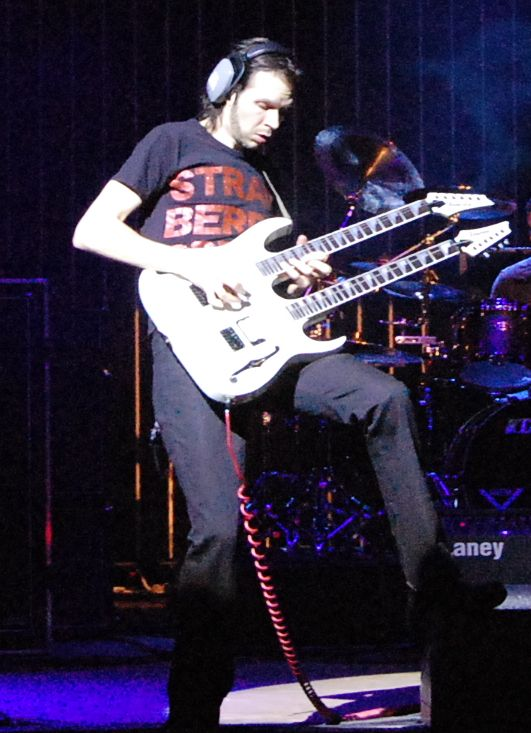
Paul Gilbert en 2007.

Quand le bassiste Billy Sheehan quitte le groupe de David Lee Roth en 1988, il rejoint Paul Gilbert. Ils créent Mr. Big, avec Pat Torpey à la batterie et le chanteur Eric Martin. Le groupe connait un énorme succès au Japon, et devient célèbre en 1991 avec Lean Into It, leur second album, qui comprend la ballade To Be With You, qui est beaucoup diffusée dans les médias et devenue numéro 1 du Billboard Hot 100. Gilbert continue avec Mr. Big jusqu'à la fin des années 1990. Il quitte le groupe en 1997 pour une carrière solo, et est remplacé par un autre virtuose, Richie Kotzen.
Les membres originels du groupe se réunissent pour une tournée de concerts au Japon courant 2009.

### Autres projets

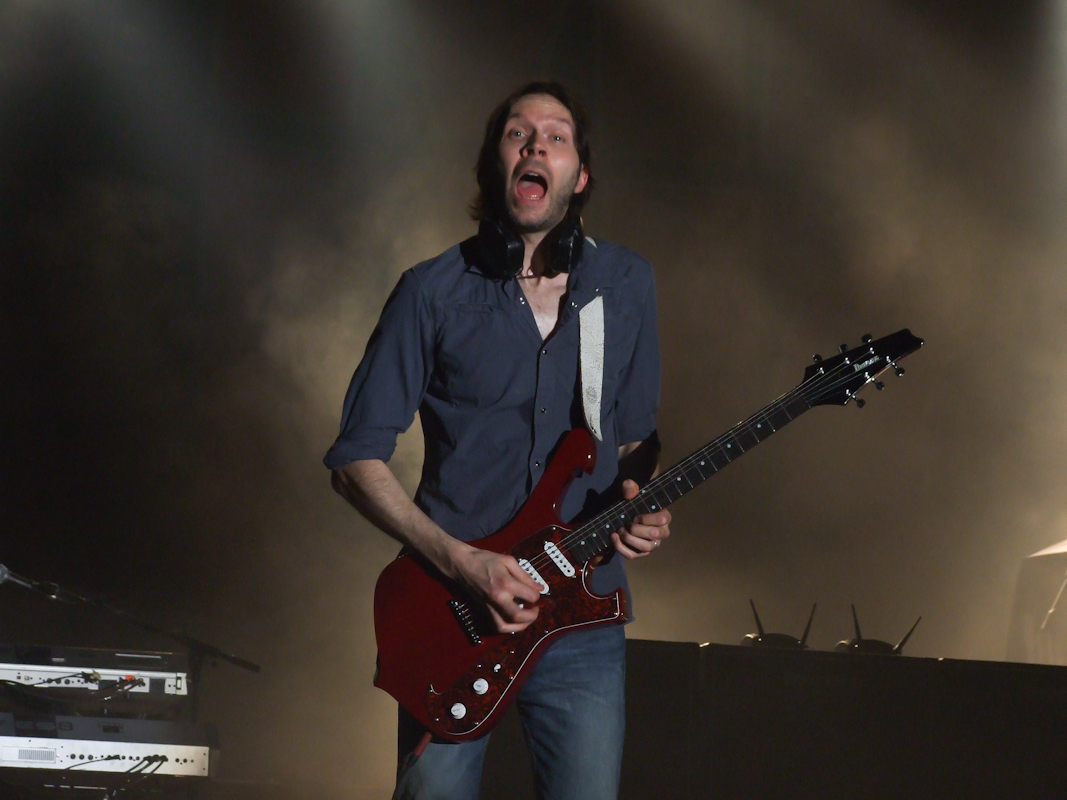
Paul Gilbert en 2011.

En mai 2003, Paul Gilbert participe à un projet de seulement deux représentations appelé Yellow Matter Custard, un groupe de reprises (Tribute band) constitué de Mike Portnoy (Dream Theater), Neal Morse, et Matt Bissonette.
Il retrouve Portnoy ainsi que Dave LaRue et Daniel Gildenlöw pour un groupe de reprises consacré à Led Zeppelin appelé Hammer of Gods en 2004. En septembre 2005, avec de nouveau Portnoy, Sean Malone et Jason McMaster, il crée un nouveau groupe de reprises de Rush, appelé Cygnus and the Sea Monsters.
En mai 2006, il rejoint de nouveau Mike Portnoy, Gary Cherone et Billy Sheehan pour trois concerts consacrés aux Who.
Il participe à l'enregistrement de l'album de Neal Morse Sola Scriptura.
Il participe aussi au G3 pour la tournée de 2007 avec Joe Satriani et John Petrucci (Dream Theater).

### Professeur
Paul Gilbert écrit des articles pour Guitar Player Magazine à la fin des années 1980 et au début des années 1990, puis pour le magazine de guitare britannique Total Guitar, où il fait la démonstration de différentes techniques. Paul enseigne aussi au Guitar Institute of Technology (GIT) régulièrement.
Paul Gilbert est également connu pour avoir été le professeur d'un autre guitariste virtuose, Buckethead, dont certains avaient même soupçonné que l'identité secrète était Paul Gilbert lui-même. Ce dernier a démenti cette rumeur sur son site Internet, à l'instar d'autres guitaristes prestigieux.

## Influences et style
Paul Gilbert mentionne plusieurs artistes dans ses influences, comme Jimmy Page, Judas Priest, Yngwie Malmsteen, Akira Takasaki, le groupe Kiss, Van Halen, Randy Rhoads et The Ramones. Il est aussi un grand fan des Beach Boys et des Beatles : George Harrison est un de ses guitaristes préférés.
Gilbert compose dans un assez large éventail de styles : hard rock, blues, jazz, funk ou encore musique classique, mais il est surtout connu pour être un des dix joueurs les plus rapides de tous les temps d'après Guitar One Magazine. Il a aussi aidé à faire connaitre la technique du tapping.

## Matériel

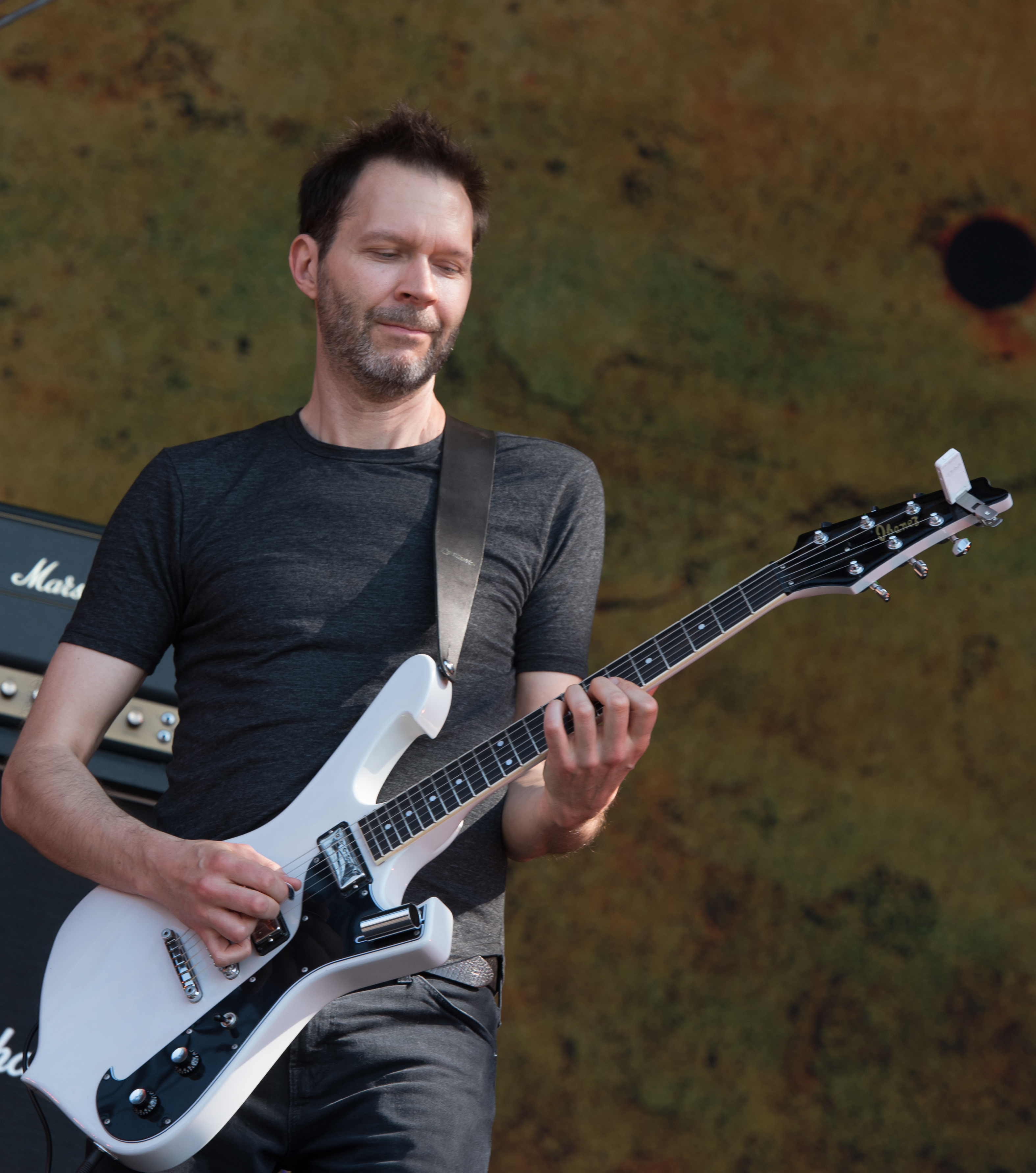
Paul Gilbert en 2018.

### Guitares Ibanez
Paul Gilbert utilise depuis toujours des guitares Ibanez de type RG. Ibanez lui a créé depuis 1990 plusieurs séries de modèles « signature » : les PGM. La dernière en date est l'Ibanez Fireman, reprenant la forme d'une iceman renversée. Ibanez a également conçu une série de médiators (ou pick) signature à son nom.
- PGM3
- PGM30
- PGM100
- PGM200
- PGM300
- PGM301
- PGM400
- PGM500
- PGM600
- PGM700
- PGM800
- PGM900
- PGM10th
- PGM90th
- Fireman 1
- FRM100TR
- FRM250MF
- FRM150TR
- PGM80P
- PGA1000 (Acoustique)
- PGA2000 (Acoustique)
- PGMM31 (Mikro)

### Amplis
Jusqu'il y a peu, Paul utilisait exclusivement des amplificateurs Laney : un combo GH100L et un haut-parleur Laney GS4121S 4x12'. Depuis fin 2007, il utilise un combo Marshall 2266C Vintage Modern qu'il a découvert lors de la tournée du G3 2007 et qui ne le quitte plus durant ses multiples concerts (notamment au Musikmesse de Francfort 2008).

### Autres
Il utilise régulièrement une pédale Boss DD-3 (delay), une pédale Boss CH-1 (super chorus), une pédale wah Dunlop 535Q, le très célèbre Phase 90 de chez MXR et une ancienne pédale A/DA Flange. Au niveau des cordes, il utilise des Ernie Ball 09-46. Il possède depuis peu un modèle de flanger signature nommé "airplane flanger" chez Ibanez.
Il a aussi mis au point une pédale de fuzz chez Majik Box nommée Fuzz Universe, un album a vu le jour en aout 2010.

## Anecdotes
- Il parle japonais.
- Il possède plus de 100 guitares.
- Il souffre d'acouphènes à une oreille, et porte un casque sur scène pour éviter des dommages plus importants.
- Sur le morceau Daddy, Brother, Lover, Little Boy (The Drill Song) avec Mr. Big, la fin du solo est jouée avec une perceuse sans fil sur laquelle trois médiators ont été fixés. Mr. Big est alors sponsorisé par le constructeur d'outils japonais Makita.
- Il s'est marié en 2006 avec Emi, musicienne japonaise de Tokyo qui est également devenue sa claviériste depuis la tournée de 2007.

## Discographie

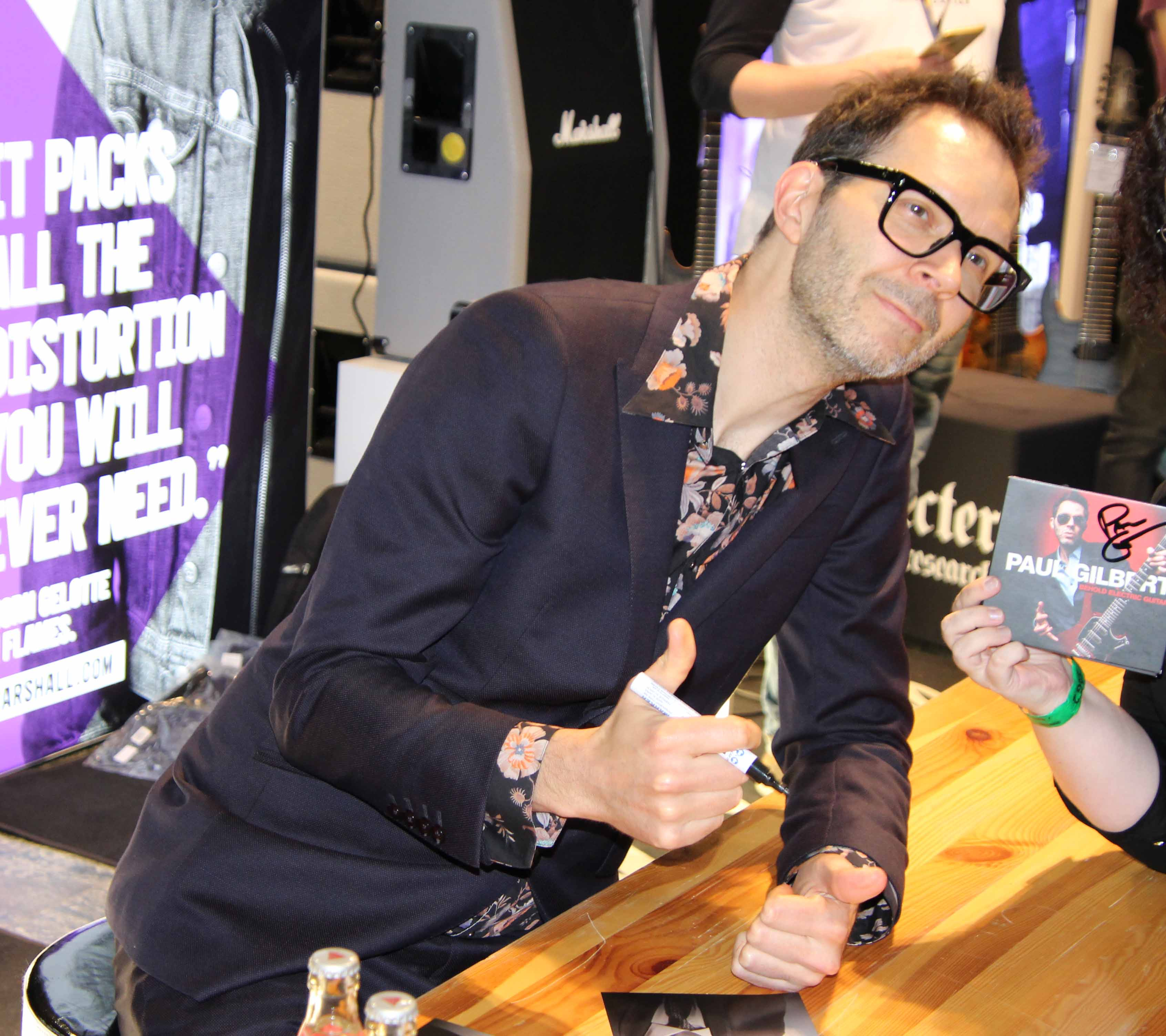
Paul Gilbert en 2019.

### Living Intents
- All the Nice Boys (1981)

### Racer X
- Street Lethal (1986)
- Freeway Lethal (1987)
- Second Heat (1988)
- Live Extreme, Volume 1 (1988)
- Live Extreme, Volume 2 (1992)
- Technical Difficulties (1999)
- Superheroes (2000)
- Snowball of Doom (2001)
- Snowball of Doom - Live at the Whisky (2002)
- Getting Heavier (2002)
- Snowball of Doom 2 (2002)
- Works (2014)

### Mr. Big
- Addicted to That Rush (1989)
- Mr. Big (1989)
- Raw Like Sushi (1990)
- Daddy, Brother, Lover, Little Boy (The Electric Drill Song) (1991)
- Lean Into It (1991)
- Green-Tinted Sixties Mind (1991)
- To Be with You (1991)
- Just Take My Heart (1992)
- Mr. Big Live (Live in San Francisco) (1992)
- Raw Like Sushi II (1992)
- Bump Ahead (1993)
- Wild World (Cat Stevens cover) (1993)
- Ain't See Love Like That (1994)
- Japandemonium: Raw Like Sushi 3 (1994)
- Channel V at the Hard Rock Live (1996)
- Hey Man (1996)
- Dancin' Right into the Flame (1996)
- Goin' WHere the Wind Blows (1996)
- Take Cover 1996)
- Big Bigger Biggest: Greatest Hits (1996)
- Live at Budokan (1997)
- Not One Night (1997)
- Deep Cuts: The Best of the Ballads (2000)
- In Japan (2002)
- Mr Big Box (2002)
- Greatest Hits (2004)
- Japandemonium (2005)
- Extended Versions (2006)
- Next Time Around: The Best of Mr. Big (2009)
- Back to Budokan (2009)
- Undertow (2010)
- What If... (2011)
- All the Way Up (2011)
- Live from the Living Room (One Acoustic Night) (2012)
- Raw Like Sushi 100: Live in Japan 100th Anniversary (2012)
- ...The Stories We Could Tell (2014)
- The Vault (2014)
- Raw Like Sushi 114 (2015)
- R.L.S. 113 Sendai (2015)
- Everybody Needs a Little Trouble (2017)
- Defying Gravity (2017)
- Defying Gravity - Single (2017)
- Live from Milan (2018)
- Good Luck Trying (2024)
- Ten (2024)
- The BIG Finish Live (2024)

### Albums solo
- Tribute to Jimi Hendrix (1991)
- Paul Gilbert's Classical Wasabi (1997)
- King of Clubs (1998)
- Flying Dog (1998)
- Beehive Live (1999)
- Alligator Farm (2000)
- Burning Organ (2002)
- Paul the Young Dude/The Best of Paul Gilbert (2003)
- Gilbert Hotel (2003)
- Acoustic Samurai (2003)
- Space Ship One (2005)
- Get Out Of My Yard (2006)
- Silence Followed By A Deafening Roar (2008)
- Fuzz Universe (2010)
- Vibrato (2012)
- Stone Pushing Uphill Man (2014)
- I Can Destroy (2015)
- Behold Electric Guitar (2019)
- Werewolves of Portland (2021)
- 'TWAS (2021)
- The Dio Album (2023)

### Vidéos / DVD
- Rock Guitar VHS
- Intense Rock - Sequences & Techniques VHS
- Intense Rock II VHS
- Guitars from Mars DVD japonais
- Guitars from Mars II DVD japonais
- Terrifying Guitar Trip VHS
- Eleven Thousand Notes DVD
- Guitar Wars DVD
- Space Ship Live DVD
- Complete Intense Rock (DVD, 2006)
- Terrifying Guitar Trip (DVD, 2006)
- Get Out of My Yard Instructional (DVD, 2007)
- Get Out of My City Instructional (DVD/VCD, 2007)
- Silence Followed by a Deafening Roar (DVD, 2008)
- PG-30 Zepp Tokyo 2016.09.26 (DVD/CD, 2017)

### Apparitions
- Black Sheep – Trouble in the Streets (1985)
- Missing Lynx – Atomic Basement Tapes (1985)
- Darrell Mansfield Band – Revelation (1985)
- Jeff Berlin – Pump It! (1986)
- Joey Tafolla – Out of the Sun (1987)
- Todd Rundgren – Nearly Human (1989)
- Various artists - L.A Blues Authority (1992)
- Various artists – Guitars That Rule the World (1992)
- Samad – Samad (1994)
- Carmine Appice's Guitar Zeus – Carmine Appice's Guitar Zeus (1996)
- Akira Takasaki – Wa (1996)
- Carmine Appice's Guitar Zeus - Channel Mind Radio (1997)
- The Szuters - American Pop (1998)
- Gregg Bissonette – Gregg Bissonette (1998)
- Pat Torpey – Odd Man Out (1998)
- Pat Torpey – Y2K: Odd Man Out (1999)
- Various artists – In Rock Soundtrack (2000)
- Eizo Sakamoto - Shout Drunker (2002)
- Hughes Turner Project – HTP (2002)
- Neil Turbin - Threatcon Delta (2003)
- Various artists – Battle Gear III: The Edge (2003)
- Kim Fox – Return to Planet Earth (2003)
- Various artists – Guitar Wars (2003)
- Marco Minnemann – Mieze (2004)
- Orange Range – チェスト (2004)
- Pintsize – Five Feet... No Inches (2005; crédité comme "Dick Image")
- Marco Minnemann – Contraire de la chanson (2006)
- Wisely – Parador (2006)
- Jeff Pilson's War and Peace – Light at the End of the Tunnel (2006)
- Jeff Martin – The Fool (2006)
- Neal Morse – Sola Scriptura (2007)
- Neal Morse – Lifeline (2008)
- MC Lars - The Green Christmas EP (2008)
- MC Lars – This Gigantic Robot Kills – (2009)
- Bowling for Soup – Merry Flippin' Christmas Volume 1 (2009)
- MC Lars – Guitar Hero Hero (collaboration Parry Gripp & Paul Gilbert) (2009)
- Eric Martin - Mr. Vocalist X'Mas (2009)
- Barrett Tagliarino - Throttle Twister (2009)
- Jeff Bowders - The Pilgrimage Of Thingamuhjig (2010)
- Morse, Portnoy, George - Cover 2 Cover (2012)
- Various artists - Crappy Records Presents: Have a Crappy Summer (2012)
- Jarinus - Why's It So Hot (collaboration Paul Gilbert) (2012)
- Neal Morse – Momentum (2012)
- Nick Johnston- In A Locked Room On The Moon (2013)
- Jacky Vincent – Star X Speed Story (2013)
- Ciro Manna – XY (2015)
- 1ONE - Truth of Lies (2015)
- One - Świat Świętych Krów (2015)
- Reagan Browne - Rhapsodic Roar (2016)
- Ayreon – The Source (2017)[2]
- Li-sa-X - Serendipity (2017)
- Mari Hamada - Gracia (2018)
- Jason Becker – Triumphant Hearts (2018)[3]
- Donnie Vie – Beautiful Things (2019)
- Shin Hae Chui - 30th Anniversary Album - Ghost Touch (2019)
- Nick D'Virgilio - Invisible (2020)
- Evan Call - 鎌倉殿の13人 大河紀行1 ポール・ギルバートThe 13 Lords of the Shogun - T ravel Journal 1 collaboration Paul Gilbert (2022)
- Highway Sentinels - The Waiting Fire (2022)
- Emanuel Casablanca - Blood On My Hands (2022)
- Roxanne - Stereo Typical (2023)
- Jason Becker - Some Assembly Required (Single) (2024)
- Rosalia Leon - Cantamencanto (collaboration Paul Gilbert) (2024)
- Lethal X - 90 Tons of Thunder (2025)

### Écriture de chansons invitées
- Anti-Mortem - New Southern (2014)
- Tamás Szekeres - White Shapes of Blue (2019)

### Autre travail
- Hellion - First Studio Demo Tape (1983)
- The Szuters - Self-titled album (1996)
- Martin Motnik with Gregg Bissonette - Bass Invader (2005)
- Katherine Avgoustakis - The Real Me (2012)
- Psychoyogi - Opulent Trip (2013)
- Joshua Black Wilkins - Settling the Dust (2013)
- Psychoyogi - Chase The Bone (2014)
- PsychoYogi - Dangerous Devices (2020)
- Quadratum from Unlucky Morpheus - Loud Playing Workshop (2021)
- Psychoyogi - Digital Vagrancy (2021)
- Pavel Hanus - Pandemic! (2022)

### Apparitions sur des albums hommage
- Smoke on the Water: A Tribute (1994)
- Jeffology: A Guitar Chronicle (1996)
- Merry Axemas: A Guitar Christmas (1997)
- Humanary Stew: A Tribute to Alice Cooper (1999)
- Warmth in the Wilderness: A Tribute to Jason Becker (2001)
- Yellow Matter Custard – One Night in New York City (2003)
- Spin the Bottle: an All-Star Tribute to Kiss (2004)
- Numbers from the Beast: An All Star Tribute to Iron Maiden (2005)
- Hammer of the Gods – Two Nights in North America (June 12, 2006[4])
- Cygnus and the Sea Monsters – One Night in Chicago (2006)
- Amazing Journey – One Night in New York City (March 18, 2007[5])
- Yellow Matter Custard – One More Night In New York City (2011)
- Classic Rock Presents: American Gods - - A Transatlantic-Inspired Trip! (2017)